# Gedeeld watervorkje
Gedeeld watervorkje (Riccia huebeneriana) is een soort uit het geslacht landvorkje (Riccia).

## Kenmerken
Gedeeld watervorkje is nogal variabel en heeft met de meestal grotere zomersponsvorkje het sponsachtige weefsel aan de bovenkant van de thalli gemeen. Daardoor onderscheiden beide soorten zich van andere inheemse soorten uit het geslacht landvorkje. Gedeeld watervorkje verkleurt, meer dan andere landvorkjes, vaak rozerood en is meestal kleiner dan zomersponsvorkje.

## Ecologie
Gedeeld watervorkje is een pioniersoort op permanent vochtige tot natte, lichte, zure tot neutrale, voedselrijke standplaatsen. Het groeit soms in grote hoeveelheden op zandig-lemige en kleiïge bodem van drooggevallen beken en sloten, op de drooggevallen oevers van vijvers en plassen, alsmede aan greppelkanten. 

## Verspreiding
Gedeeld watervorkje is inheems in Eurazië en Noord-Amerika. In Nederland is de soort zeldzaam. Het staat op de Europese rode lijst in de categorie zeldzaam.